# Заруда (притока Стрипи)
Заруда — річка в Україні, у Тернопільському районі Тернопільської області. Ліва притока Стрипи (басейн Дністра).

## Опис
Довжина річки приблизно 5,7 км.

## Розташування
Бере початок на північній стороні від Цицори. Тече переважно на південний захід через Красна і впадає у річку Стрипу, ліву притоку Дністра.